# محمود الخطيب
محمود الخطيب (مواليد 30 أكتوبر 1954) هو لاعب كرة قدم مصري سابق، لعب للنادي الأهلي ومنتخب مصر لكرة القدم وهو الرئيس الحالي للنادي الأهلي المصري. وحقق العديد من الانجازات كلاعب و كرئيس للنادي وهو افصل رئيس نادي افريقي حاليا طبقا للنجاح الذي حققه
ولد الخطيب في قرية مصرية تتبع مركز السنبلاوين بمحافظة الدقهلية. ومن القرية انتقل الطفل الصغير مع أسرته إلى القاهرة. انضم محمود الخطيب لنادى النصر بمصر الجديدة، وعندما بلغ الخامسة عشر من عمره بات اسمه يتردد في مجال الكرة خاصة خلال مشاركته في دوري المدارس مع المدرسة الرياضية. وافق مسئولو نادي النصر على انتقال الخطيب إلى نادي الأهلي بعدما كان قريبا من التوقيع للإسماعيلي، وكان عمر الخطيب 16 سنة فقط حينها.
لعب الخطيب وهو في هذا السن مع فريق تحت 18 سنة وكانت أولى مبارياته أمام فريق ناديه السابق فريق النصر. صعد للفريق الأول ليلعب أولى مبارياته الرسمية أمام نادي البلاستيك في 15 أكتوبر عام 1972، وفي نفس المباراة سجل أول أهدافه ومن بعد ذلك توالت الأهداف في الدوري حتى وصلت عند يوم اعتزاله إلى 108 هدفا في بطولة الدوري سجّلها في 199 مباراة خلال 17 سنة متصلة من اللعب.
في سنواته الستة عشر مع الشياطين الحمر، فاز الخطيب بعشر ألقاب دوري و 7 كؤوس مصرية. كما صنع التاريخ في المسابقات القارية حيث سجل 57 هدفاً في 100 مباراة، وهو رقم قياسي لم يتم تجاوزه حتى الآن. رفع الخطيب مع الأهلي بطولة كأس أفريقيا للأندية البطلة (سلف دوري أبطال أفريقيا) عامي 1982 و1987، وكأس الكؤوس الأفريقية في أعوام 1984، 1985 و1986. على الساحة الدولية، ظهر الخطيب لأول مرة مع الفريق الوطني عام 1974 وشارك مع الفراعنة في الألعاب الأولمبية لعام 1980 و1984. وفاز بكأس الأمم الأفريقية عام 1986. وحصل الخطيب على ألقاب فردية أبرزها أفضل لاعب أفريقي عام 1983 من مجلة فرانس فوتبول، بالإضافة إلى لقب هداف الدوري المصري موسمي 1977-78 و1980-81 وهو أحد أعضاء قائمة نادي المائة في الدوري المصري في المركز الخامس برصيد (119 هدف).

## المسيرة

### بداياته
ولد محمود الخطيب في 30 أكتوبر عام 1954 في قرية قرقيرة بمحافظة محافظة الدقهلية، وكان ترتيبه الطفل العاشر في الأسرة. كان والده يعمل في وزارة الأوقاف، لذا انتقلت الأسرة إلى مدينة القاهرة، وبالتحديد في حي عين شمس. درس الخطيب بمدرسة محمود خاطر الابتدائية ومن بعدها حلمية الزيتون الإعدادية. ويقول عن ذلك: «في حي الحلمية كانت الشوارع ضيقة للغاية والبيوت جنبا إلى جنب وكنا كأطفال نريد لعب الكرة». بدأ الخطيب بلعب كرة القدم في طفولته المبكرة، لم يمنعه والداه من لعب الكرة، خاصة والده الذي علم حبه لها. كان مثله الأعلى حينها هو بيليه. عندما كان طفلاً كان غالبا ما يوفر مصروفه لدخول السينما، حيث كانت السينما تعرض بعض أهداف بيليه ومهاراته بين كل فيلم والفيلم التالي، كان معجبًا بمهارات النجم البرازيلي على الشاشة الكبيرة. ونشأ بسبب ذلك ارتباط بين بيبو والرقم 10، الذي سيرتديه لاحقا طوال مسيرته.
يقال أن رئيس نادي الطيران طلب ضم الخطيب ولكن الأمر لم يتم. كانت نقطة البداية الحقيقية لمسيرة كرة القدم في حياة الخطيب مع فريق النصر تحت 17 سنة. لاحظه مسؤولو فريق الأهلي خلال مباراة بين الناديين والتي انتهت بالتعادل 2-2 مع تسجيل الخطيب لثنائية. أعرب المسؤولون في النادي القاهري عن اهتمامهم بهذه الموهبة الواعدة بحسب رأيهم. في المباراة القادمة بين الفريقين، سجل بيبو ثنائية أخرى. وقد فاز النصر 2-5، أكد مدرب الأهلي من جديد استعداده للحصول على خدمات الخطيب. كان سينتقل الخطيب إلى نادي الإسماعيلي في البداية (الذي كان مقره في القاهرة بسبب ظروف النكسة حينها)، وشارك بالفعل في الشوط الثاني في أحد مباريات فريق الناشئين، وطلب مسؤولو الإسماعيلي ضمه بعد إعجابهم بأدائه، لكنه فضل التوقيع للأهلي بعد تمكن فتحي نصير من حسم الصفقة. تم توقيع العقد في عام 1971، وهو في عمر السادسة عشر.
مع فريقه الجديد كان على الخطيب أن يواجه رفاقه القدامى. وفاز الأهلي 4-0 بفضل العمل الجيد من لاعبهم الجديد (الخطيب)، والذي سجل الأهداف الأربعة. في المباراة الأخيرة من الموسم واجه الأهلي الزمالك، وعلى الرغم من رغبة صالح سليم في تصعيد الخطيب ومصطفى يونس للفريق الأول، إلا أن فتحي نصير (مدرب فريق الشباب حينها) نجح في إقناعه بتركهما لمواجهة الزمالك أولا، واشيه ان المبارة انتهت بنتيجة 7-1 للأهلي، وأحرز الخطيب 4 أهداف في تلك المباراة. في نهاية الموسم، تم الإعلان عن الخطيب كأفضل هداف في بطولة تحت 17 سنة. لم يكن أداؤه خفيا عن المدير الفني للفريق الأول الذي أدرجه في صفوف الفريق الأول في موسم 1972/73.

### أيام المجد

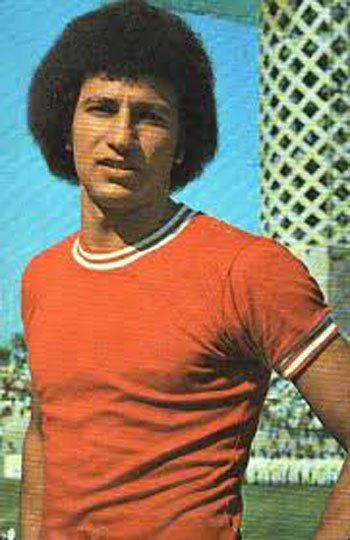
محمود الخطيب

ظهر الخطيب مع الأهلي لأول مرة في اليوم التالي للتمرين الثاني، وبحلول موسم 1974/75 كان قد أثبت نفسه بالفعل وأصبح المهاجم الأساسي للفريق بعد تسجيل 22 هدفاً. في نفس الموسم، توج النادي القاهري بطلاً لمصر، وهو إنجاز تكرر أيضا بعد عام. مرة أخرى، كان بيبو اللاعب الأكثر تهديفا في التشكيلة، مسجلا 14 هدفا، بما في ذلك هدفان ضد الزمالك. ذهبت المباراة الكلاسيكية بين العملاقين والخصمين الأبديين في العاصمة، والتي عادة ما تقرر الفائز في الدوري، إلى أيدي الأهلي بنتيجة 5-0 (مجموع الذهاب والإياب). في 1976/1977، استمر الأهلي في الهيمنة على البطولة الوطنية، وعاد محمود الخطيب ليقود سجل الهدافين بعشرة أهداف.
في سنواته الستة عشر مع الشياطين الحمر، فاز الخطيب بعشر ألقاب دوري و5 كؤوس مصرية. كما صنع التاريخ في المسابقات القارية حيث سجل 37 هدفاً في 49 مباراة، وهو رقم قياسي لم يتم تجاوزه حتى الآن، بعد أكثر من 30 سنة من اعتزال بيبو. رفع الأهلي بطولة كأس أفريقيا للأندية البطلة (سلف دوري أبطال أفريقيا) عامي 1982 و1987، وكأس الكؤوس الأفريقية في أعوام 1984، 1985 و1986.
على الساحة الدولية، ظهر الخطيب لأول مرة مع الفريق الوطني عام 1974 وشارك مع الفراعنة في الألعاب الأولمبية لعام 1980 و1984. وفي نسخة لوس أنجلس، سجل هدفًا رائعًا في فوز مصر على كوستاريكا بنتيجة 4 - 1، والذي منح مصر بطاقة العبور للدور الثاني لأول مرة منذ طوكيو عام 1964.

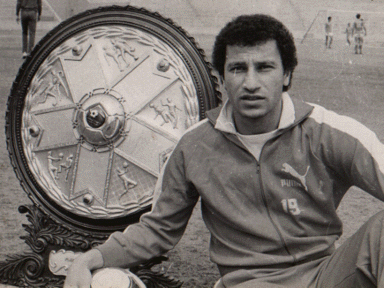
محمود الخطيب ودرع الدوري عام 1983

### النهايات
بحسب قوله، كان حلم الخطيب الأكبر دائما هو الفوز بكأس أمم أفريقيا في وطنه. في عام 1986، نظمت مصر المسابقة القارية، مما أعطى نجم الأهلي الفرصة لتحقيق رغبته النهائية. قاد الخطيب فريقه إلى الفوز بالبطولة. بعد الفوز بالتاج الأفريقي، قرر الخطيب إنهاء مسيرته الدولية. وبذلك، فإن نهائي كأس الأمم الأفريقية بين مصر والكاميرون 1986، الذي فازت فيه الدولة المضيفة 5-4 في ركلات الترجيح (الوقت الأصلي والإضافي 0-0)، كانت المرة الأخيرة التي ارتدى فيها الخطيب قميص المنتخب الوطني.
بعد عامين من تقاعده الدولي، وضع الخطيب نهاية لمسيرته الكروية. كان الخطيب طوال مسيرته الرياضية ملتزما بالأخلاقيات الرياضية، حيث في المجموع، لم يحصل على البطاقة الصفراء إلا مرتين فقط.

### رئاسة النادي الأهلي

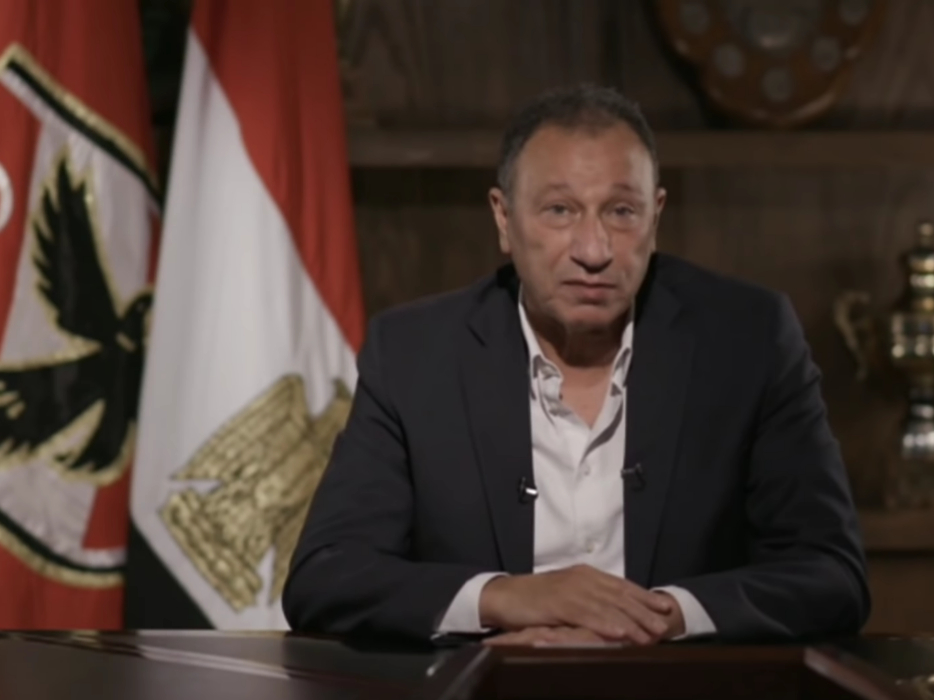
محمود الخطيب يتحدث عن تاريخ النادي الأهلي

في 1 ديسمبر 2017 تم انتخابه رئيساًَ للنادي الأهلي خلفاًَ للمهندس محمود طاهر بعد حصوله علي 20956 صوتا مقابل 13182 لصالح محمود طاهر.

## إحصائيات
الدوري المصري الممتاز
| الموسم  | عدد الأهداف |
| ------- | ----------- |
| 72/73   | 2           |
| 73/74   | 3           |
| 74/75   | 23          |
| 75/76   | 15          |
| 76/77   | 10          |
| 77/78   | 11 (الهداف) |
| 78/79   | 7           |
| 79/80   | 11          |
| 80/81   | 11 (الهداف) |
| 81/82   | 4           |
| 82/83   | 3           |
| 83/84   | 1           |
| 84/85   | 3           |
| 85/86   | 2           |
| 86/87   | 1           |
| 87/88   | 1           |
| المجموع | 108         |

دوري أبطال أفريقيا
| العام   | عدد الأهداف |
| ------- | ----------- |
| 1976    | 1           |
| 1977    | 4           |
| 1981    | 6           |
| 1982    | 6           |
| 1983    | 6           |
| 1987    | 5           |
| المجموع | 28          |

## إنجازات

### النادي
الأهلي
- الدوري المصري الممتاز: 1974–75، 1975–76، 1976–77، 1978–79، 1979–80، 1980–81، 1981–82، 1984–85، 1985–86، 1986–87
- كأس مصر: 1978، 1981، 1983، 1984، 1985
- دوري أبطال أفريقيا: 1982، 1987
- كأس الكؤوس الأفريقية:1984، 1985، 1986

### دوليا
منتخب مصر
- كأس الأمم الأفريقية لكرة القدم: 1986

### فردي

#### جوائز
- أفضل لاعب أفريقي في السنة: 1983
- فريق البطولة في كأس الأمم الأفريقية: 1980
- أساطير الاتحاد الدولي لتاريخ وإحصاءات كرة القدم: 2016[7]
- هداف الدوري المصري الممتاز: 1977–78، 1980–81

## روابط خارجية
- محمود الخطيب على موقع الاتحاد الدولي (مؤرشف)  (الإنجليزية)
- محمود الخطيب على موقع قاعدة بيانات كرة القدم.إي يو (الإنجليزية)
- محمود الخطيب على موقع ناشيونال فوتبول تيمز (الإنجليزية)
- محمود الخطيب على موقع أوليمبيديا (الإنجليزية)